# Louis II. d’Orléans-Longueville
Louis II. d’Orléans (* 5. Juni 1510 in Blandy; † 9. Juni 1537) war ein französischer Adliger und Militär. Er war von 1524 bis 1537 4. Herzog von Longueville, Marquis de Rothelin, 3. souveräner Graf von Neuenburg, 7. Graf von Dunois und Tancarville, Montgommery etc., Großkammerherr von Frankreich sowie ab 1525 Pair von Frankreich.

## Leben
Louis II. d’Orléans war der zweite Sohn von Louis I. (* 1480; † 1516), Herzog von Longueville, und Johanna von Hachberg-Sausenberg, souveräne Gräfin von Neuenburg († 1543)
Am 12. November 1524 übernahm er das Kommando über die Kompanie seines verstorbenen Bruders Claude und wurde im gleichen Jahr auch zum Großkammerherrn von Frankreich ernannt. Im Juli 1525 wurde die Grafschaft Dunois von der Regentin Luise von Savoyen zur Duché-Pairie und er damit zum Pair von Frankreich ernannt (die Pairie galt nur in männliche Erbfolge).

## Ehe und Familie
Louis II. d’Orléans heiratete am 4. August 1534 im Louvre Marie de Guise (* 22. November 1515 in Bar-le-Duc; † 10. Juni 1560 in Edinburgh), Tochter von Claude de Lorraine, duc de Guise und Antoinette de Bourbon. Der Kardinal Antoine Duprat hatte die dazugehörige Dispens wegen naher Verwandtschaft am 11. Juli 1534 übersandt. Ihre Kinder waren:
- François III. (* 30. Oktober 1535 in Châteaudun; † 22. September 1551 in Amiens), genannt le petit Duc, 5. Herzog von Longueville, 4. souveräner Graf von Neuenburg, 8. Graf von Dunois etc., Pair von Frankreich
- Louis (* postum 4. August 1537 in Châteaudun; † 7. Dezember 1537 ebenda)[2]

Marie de Guise heiratete am 9. Mai 1538 in Châteaudun in zweiter Ehe Jakob V., König von Schottland, und wurde die Mutter von Maria Stuart, so dass ihre Kinder aus erster Ehe deren Halbgeschwister waren.